# Suu Morishita
Suu Morishita (森下 suu Morishita Suu) es un dúo de mangakas japonesas conformado por Makiro y Nachiyan, conocidos principalmente por su obra Daily Butterfly. Sus nombres reales se mantienen en el anonimato y son originarias de la prefectura de Miyazaki.
Iniciaron su debut juntas el 21 de mayo del 2009. Makiro crea la historia y Nachiyan realiza las ilustraciones.
Actualmente trabajan con Spica Works, que es una compañía de Tokyo que sólo contrata mangakas mujeres.

## Obras

### Mangas
- The Mineral Boys (Wakamen).[3]
- Destined to be Eaten Within a Year by the Predacious Heroine (Hoshokukei Hiroin Ni Ato Ichinen Inai Ni Taberaremasu).[4]
- Shortcake Cake (Shooto Keeki Keeki).[5]
- Daily Butterfly (Hibi Chouchou).
- Yubisaki to Renren.

## Animación
Yubisaki to Renren es su primera obra llevada a anime gracias a Ajia-do Animation Works con el director Yuta Murano y música del compositor Yukari Hashimoto.